# Eusébio
Eusébio da Silva Ferreira MPIH • GCIH • GCM (Lourenço Marques, 25 de janeiro de 1942 — Lisboa, 5 de janeiro de 2014) foi um futebolista português nascido na então Província Ultramarina de Moçambique durante a época colonial. É considerado um dos melhores futebolistas de todos os tempos pela Federação Internacional de História e Estatísticas do Futebol (IFHHS), especialistas e fãs. Recebeu a alcunha de "Pantera Negra".
O Eusébio ganhou a Bola de Ouro melhor jogador europeu em 1965 e ficou em segundo lugar na atribuição da mesma em 1962 e 1966. Eusébio jogou pelo Benfica 15 dos seus 22 anos como jogador de futebol, sendo associado principalmente ao clube português, e é o melhor marcador de sempre da equipe, com 727 golos em 715 partidas.
No Benfica ganhou 11 Campeonatos Nacionais (1960–61, 1962–63, 1963–64, 1964–65, 1966–67, 1967–68, 1968–69, 1970–71, 1971–72, 1972–73 e 1974–75), cinco Taças de Portugal (1961–62, 1963–64, 1968–69, 1969–70 e 1971–72), uma Taça dos Campeões Europeus (1961–1962) e ajudou a alcançar mais três finais da Taça dos Campeões Europeus (1962–63, 1964–65 e 1967–68).
Foi o maior marcador da Taça dos Campeões Europeus em 1965, 1966 e 1968. Ganhou ainda a Bola de Prata sete vezes (recorde nacional) em 1964, 1965, 1966, 1967, 1968, 1970 e 1973. Foi o primeiro jogador a ganhar a Bota de Ouro, em 1968, façanha que mais tarde repetiu em 1973.
Alcunhado de O Pantera Negra, A Pérola Negra, e King, Eusébio marcou 896 golos em 914 partidas na sua carreira. Era conhecido pela sua velocidade, técnica, atleticismo e pelo seu poderoso e preciso remate de pé direito, tornando-o num prolífico goleador e num dos melhores marcadores de livres de sempre.
É considerado o melhor futebolista de sempre do Benfica e um dos primeiros avançados de classe mundial africanos. Apesar de ter nascido em Moçambique, Eusébio só poderia jogar pela Seleção Portuguesa, como Matateu e Mário Coluna, entre outros, antes dele, já que o país africano era um território ultramarino de Portugal e os seus cidadãos eram considerados portugueses.
O nome de Eusébio aparece muitas vezes nas listas e votações de melhores jogadores de futebol de sempre feitas pelos críticos de futebol e fãs. Foi eleito o nono melhor jogador de futebol do século XX numa pesquisa realizada pela IFFHS,[carece de fontes?] faz parte da lista dos 50 melhores jogadores de todos os tempos do Planète Foot, ficou no 8.º lugar da lista "Os melhores do século XX" elaborada pela revista Placar e foi eleito o décimo melhor jogador de futebol do século XX numa pesquisa realizada pela revista World Soccer. Pelé nomeou Eusébio como um dos 125 melhores jogadores de futebol vivos na sua lista FIFA 100, elaborada em 2004. Eusébio ficou em sétimo lugar na votação online para o Jubileu de Ouro da UEFA. Em Novembro de 2003, para comemorar o Jubileu da UEFA, foi escolhido como o jogador de ouro de Portugal pela Federação Portuguesa de Futebol como o seu melhor jogador dos últimos 50 anos.
Eusébio ajudou a Seleção Nacional Portuguesa a alcançar o terceiro lugar no Campeonato do Mundo de 1966, sendo o maior marcador da competição (recebendo a Bota de Ouro), com nove golos (seis dos quais foram marcados em Goodison Park) e tendo recebido a Bola de Bronze.
Desde que se retirou, Eusébio foi um embaixador de futebol e é um dos rostos mais conhecidos do desporto. Eusébio é muitas vezes elogiado pelo seu conhecido fair-play e humildade, até mesmo pelos adversários. Foram realizadas várias homenagens por parte da FIFA, da UEFA, da Federação Portuguesa de Futebol e do Benfica em sua honra. O ex-jogador do Benfica, da Seleção Portuguesa, e amigo, António Simões, reconhece a sua influência no Benfica e disse: "Com Eusébio talvez pudéssemos ser tri-campeões europeus, sem ele talvez pudéssemos ganhar o campeonato”.

## Infância e juventude
Eusébio nasceu no bairro de Mafalala, em Maputo (à época denominada Lourenço Marques), na então Província Ultramarina de Moçambique (colónia portuguesa até 1975), a 25 de janeiro de 1942, filho de Laurindo António da Silva Ferreira, ferroviário, branco, natural de Angola e, de Anissabeni Elisa, uma moçambicana de cor. Foi o quarto filho do casal. Criado numa sociedade extremamente pobre, costumava faltar às aulas para jogar descalço futebol com os seus amigos em campos improvisados e utilizando bolas de futebol improvisadas. O seu pai morreu com tétano, quando Eusébio tinha 8 anos de idade, de modo que Elisa tomou quase exclusivamente cuidado parental do jovem Eusébio.

## Carreira

### O início

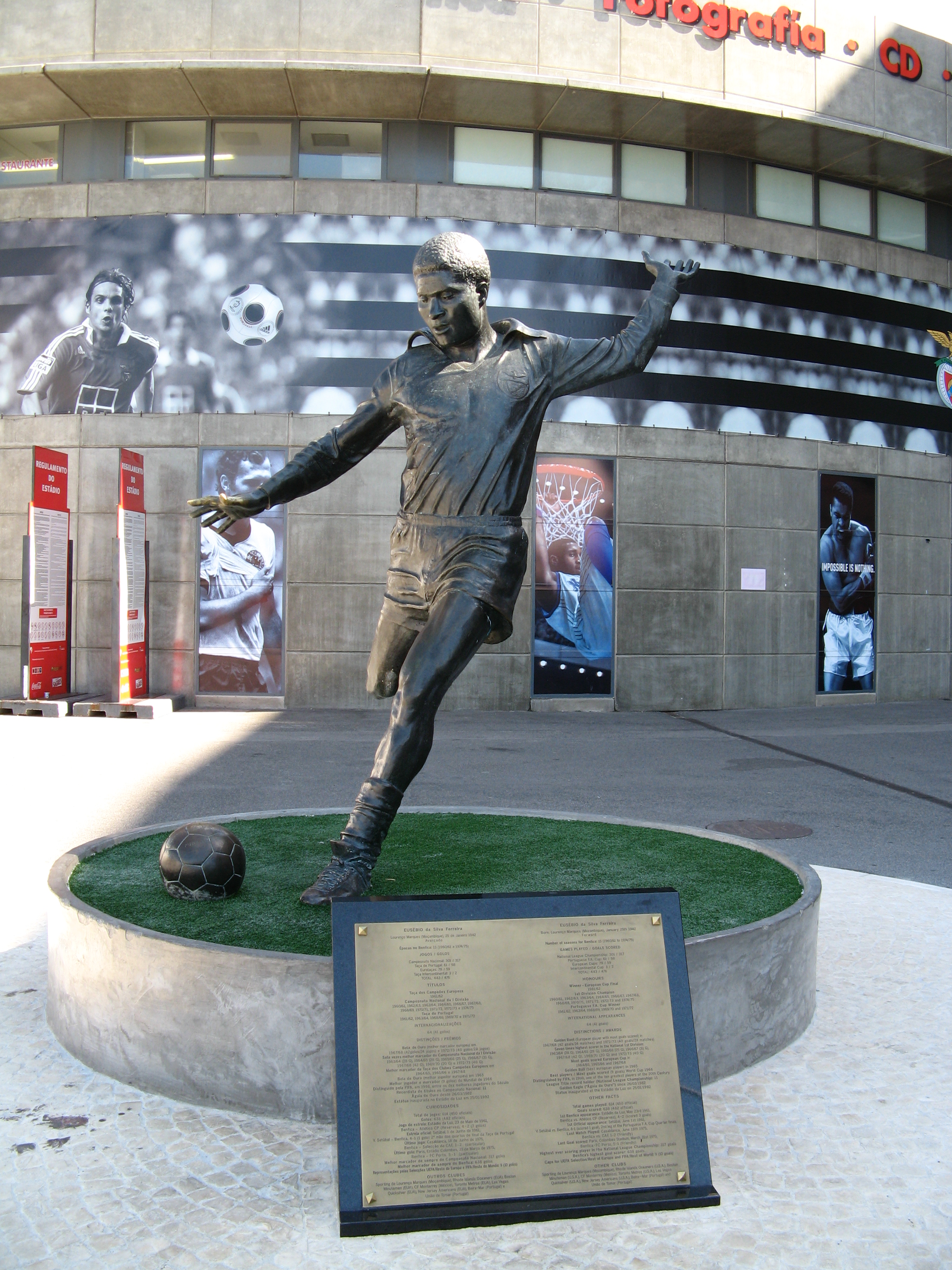
Estátua de Eusébio, à porta do Estádio da Luz.

Aos 15 anos jogava na equipa Os Brasileiros Futebol Clube, em Moçambique. Mais tarde, procurou inscrever-se no clube O Desportivo, filial moçambicana do Benfica, mas não foi aceite, por ter um problema no joelho. A vontade de jogar futebol falou mais alto do que o clubismo, por isso, dirigiu-se ao Sporting Lourenço Marques. Tendo sido aceite nesta filial moçambicana do clube leonino de Lisboa, Eusébio jogou de leão ao peito até à sua ida para Portugal. Antes disso, chegou a ser indicado à equipa brasileira do São Paulo, após o ex-jogador do clube José Carlos Bauer, que havia participado nos Campeonatos Mundiais de 1950 e 1954, observá-lo em Lourenço Marques, em 1960. O Tricolor Paulista, entretanto, desdenhou do investimento. Bauer então conversou com Béla Guttmann, que fora seu treinador no São Paulo, sobre o jovem. Guttmann já treinava o Benfica na época.
O negócio da transferência do menino de 17 anos ficou então marcado pela polémica, devido à luta que houve entre os dois rivais de Lisboa para conseguir o passe do rapaz. O Sporting Clube de Portugal tinha tudo acordado com Eusébio e com o Sporting Lourenço Marques. No entanto, os responsáveis benfiquistas, sabendo tratar-se de um diamante em bruto, foram buscar o jogador ao aeroporto, encaminhando-o para um hotel. Desta forma, Eusébio não pode assinar pelo Sporting visto que sua mãe já teria assinado pelo Benfica quando ainda corria o ano de 1960. Logo na primeira época de camisola vermelha vestida, o "Pantera Negra" ajudou o Benfica a conquistar o seu último troféu europeu e a sua segunda Taça dos Campeões Europeus consecutiva, acabando de vez com a hegemonia do Real Madrid.

### Benfica
A 15 de dezembro de 1960 chegou a Lisboa. Eusébio jogava na filial leonina de Lourenço Marques quando um funcionário do Benfica tratou da sua transferência para as águias. Colocou o Eusébio num avião sob um nome falso (Ruth Malosso — que pertence a uma cidadã portuguesa) e avisou os leões de que o jogador tinha partido para Lisboa de barco. Na capital, Eusébio era esperado por dirigentes da equipa da Luz e alguns jornalistas.

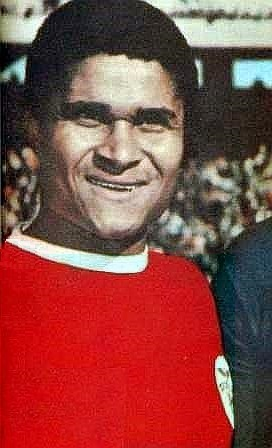
Eusébio com a camisa do Benfica em 1968

O Sporting Clube de Portugal não desistiu e voltou à carga, duplicando a oferta do Benfica, que acabou por pagar à mãe de Eusébio, Elisa Anissabene, 250 contos (250 milhares de escudos) pela transferência. Os encarnados esconderam o rapaz de 18 anos numa unidade hoteleira em Lagos, Algarve, evitando que fosse comprado pelo Sporting, e assim seguraram o reforço.
Menos de uma semana passou, Eusébio regressou à capital e já era jogador do Benfica.
Estreou-se no Estádio da Luz a 23 de maio de 1961, numa partida amigável contra o Atlético em que marcou três dos quatro golos do Benfica. As peripécias que se sucederam desde a sua chegada atrasaram a assinatura do contrato, o que iria impedir de estar presente em Berna, na noite do primeiro triunfo europeu do Benfica. A sua fama internacional vem do jogo da segunda final europeia do Benfica em 1962, contra o Real Madrid. Não só marcou dois golos como fez uma exibição de luxo com as características que o iriam tornar famoso: a velocidade estonteante e o remate fortíssimo.
A France Football considera-o o segundo melhor jogador do mundo, em 1962. Os convites para jogar no estrangeiro obviamente surgiram. A Juventus oferece-lhe 16 000 contos, em 1964, numa altura em que ganhava 300 contos no Benfica. A tentação era tão grande que o governo de então o envia para a tropa, não permitindo que se venda um tesouro nacional deste tamanho. O Benfica acabaria por lhe aumentar o salário para 4 000 contos. No Mundial de 1966, em Inglaterra, torna-se definitivamente uma estrela mundial, um digno rival de Pelé. O epíteto de "Pantera Negra" vai correr o mundo. A facilidade em marcar golos torna-o no melhor marcador do mundial com nove golos, ajudando a levar Portugal ao terceiro lugar. Após o mundial, os italianos fazem uma nova oferta a Eusébio: 90 000 contos. Quando parecia que desta vez nem o governo poderia impedi-lo de aceitar, surge a notícia de que os clubes italianos deixam de poder contratar jogadores estrangeiros.
Em tempos em que disputar constantemente a Taça dos Campeões Europeus (atual Liga dos Campeões) não era mesmo aos clubes mais fortes algo comum, uma vez que somente campeões nacionais e o campeão europeu vigente participavam da competição, Eusébio conseguiu: com ele em campo, o Benfica obteve 13 dos 17 campeonatos portugueses disputados e estiveram nove vezes na década de 1960 na principal competição clubística do continente. Foram dois títulos, dois vice-campeonatos, duas eliminações nas quartas de final e duas na segunda fase. Entre 1961 e 1965, estiveram em quatro de cinco finais. Nenhum outro clube europeu teve retrospecto desse nível no dito período, no qual o Benfica também marcou golos em quarenta e sete jogos seguidos (de dezembro de 1963 a janeiro de 1965), recorde mundial só quebrado em 2017, pelo Real Madrid. Enquanto que a competição continental se consolidava, a presença contínua de Eusébio despertava respeito que poderia alçá-lo a maior jogador africano e europeu da década. Quando faleceu, Real Madrid e Manchester United, adversários contumazes de Eusébio, estiveram entre os clubes que o homenagearam, celebrando um oponente temido por anos.
A carreira de Eusébio foi recheada de lesões, tendo sido operado seis vezes ao joelho esquerdo e uma vez ao direito. Nunca deixou de jogar, mesmo em condições dolorosas, até porque sabia que o Benfica dependia muito dele e que os espetadores não aceitariam bem a sua ausência. Realizaram-lhe uma festa de despedida, em Setembro de 1973, mas continuou ainda a jogar até 1979.[carece de fontes?]
A sua última partida com a camisola do Benfica foi no dia 18 de junho de 1975, frente à Raja Casablanca, em Casablanca.[carece de fontes?]

### Seleção Nacional
Estreou-se na Seleção Nacional Portuguesa a 8 de outubro de 1961.
Em 1966, vestindo a camisola das quinas, foi um dos protagonistas do Campeonato do Mundo jogado em Inglaterra. Com uma prestação fenomenal, Eusébio foi uma das principais armas portuguesas para uma das melhores campanhas internacionais de sempre. Logo no primeiro Campeonato do Mundo, Portugal chegou aos quartos de final, deixando pelo caminho equipas como a da Coreia do Norte (a grande surpresa do torneio, logo depois de Portugal), Hungria e Brasil (um dos principais favoritos, sendo que de entre uma equipa genial se destacava o número 10, Pelé). Portugal acabou por sair derrotado contra a equipa da casa, numa partida que ficou conhecida como "Jogo das Lágrimas", e que ficou marcada por contestações à organização do torneio.
A marca de Eusébio de golos marcados no Campeonato do Mundo de 1966 ficou registada como a maior da prova.[carece de fontes?]
Eusébio obteve a sua última internacionalização a 19 de outubro de 1973.[carece de fontes?]

### Final de carreira

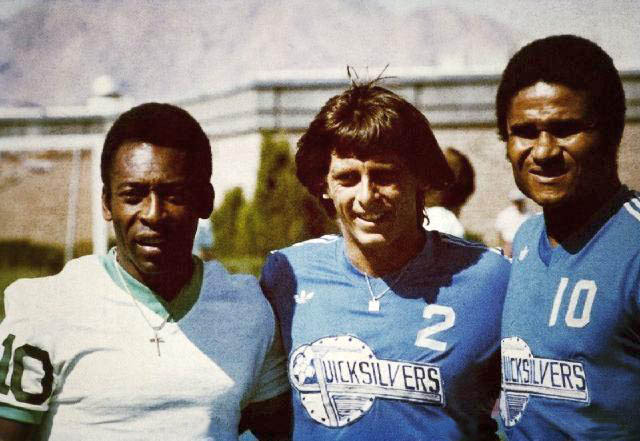
Pelé (à esquerda), Brian Joy (centro) e Eusébio, se cumprimentam antes da partida entre o New York Cosmos e o Las Vegas Quicksilver, em abril de 1977

Nas temporadas de 1976–77 e 1977–78, Eusébio jogou em duas equipas menores portuguesas: Beira-Mar, na Primeira Divisão e União de Tomar, na Segunda Divisão.
Jogou também na North American Soccer League (NASL), por três equipas diferentes, de 1975 a 1977: Boston Minutemen (1975), Toronto Metros-Croatia (1976, e Las Vegas Quicksilvers (1977). O seu maior sucesso na NASL foi em 1976, com Toronto Metros-Croatia. Eusébio marcou na vitória por 3–0 no 76 Soccer Bowl para ganhar o título da NASL. No mesmo ano, disputou dez jogos pelo Monterrey no campeonato mexicano.
Na temporada seguinte (1977), assinou pelos Las Vegas Quicksilvers. Acabaria por ser um final muito decepcionante da carreira de Eusébio. Por esta altura, as lesões tinham magoado o "Pantera Negra", e estava constantemente a receber tratamento médico enquanto jogava pelos Las Vegas Quicksilver. Durante a temporada, ele só conseguiu marcar dois golos.
Apesar de os joelhos lhe terem roubado a capacidade de continuar na NASL, Eusébio queria continuar a jogar futebol. Encontrou uma casa em 1978 com os New Jersey Americans da segunda linha American Soccer League (ASL). Foi forçado a aposentar-se de vez no final da temporada. Eusébio jogou cinco partidas pelos Buffalo Stallions durante a temporada 1979–1980 da Major Indoor Soccer League.
Em Outubro de 1963, foi seleccionado para representar a equipa da FIFA no "Aniversário de Ouro" da "Football Association" no Estádio de Wembley.
Eusébio aposentou-se em 1979 e fez parte da comissão técnica da Seleção Nacional Portuguesa até ao seu falecimento.

## Família

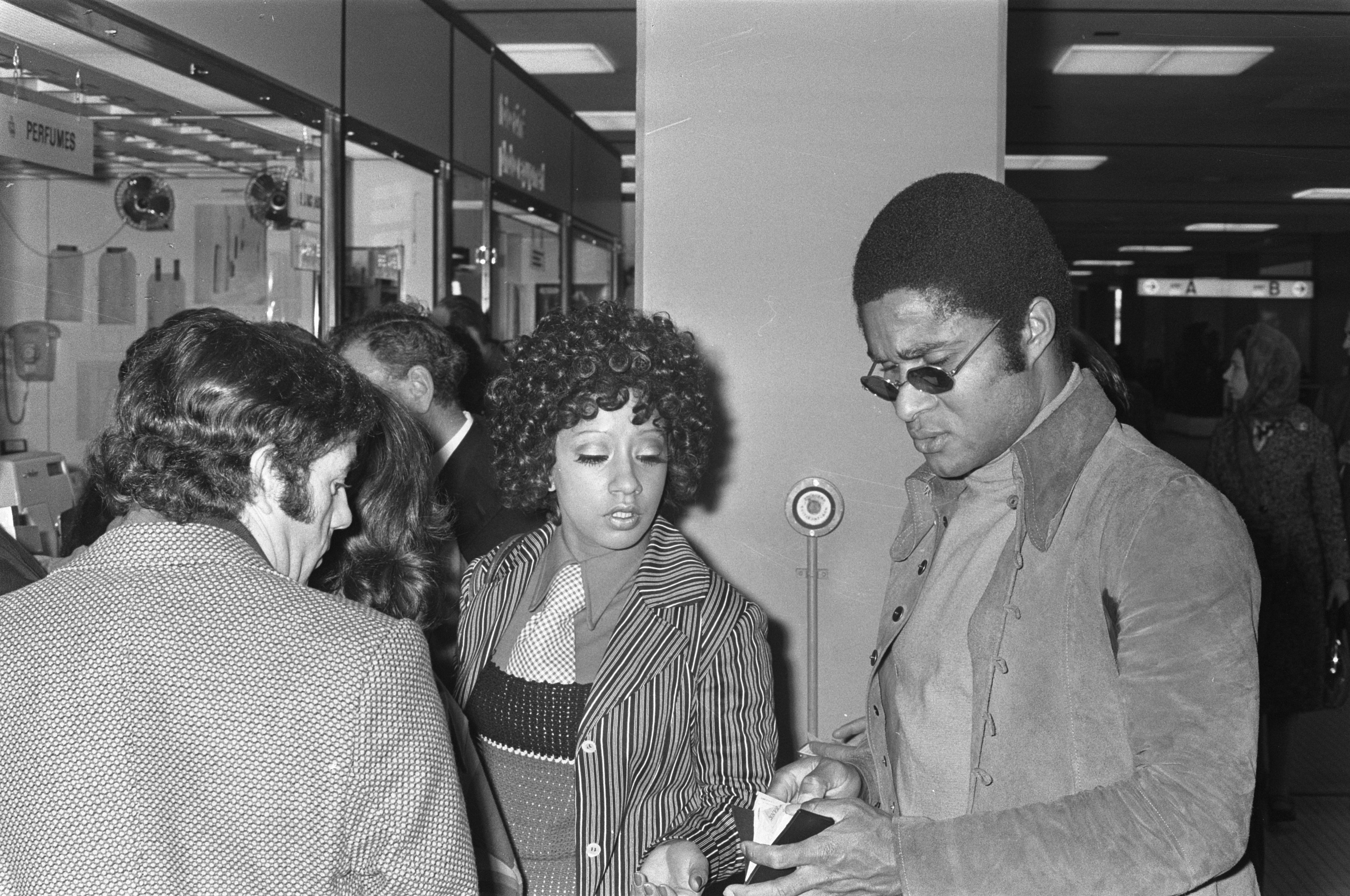
Eusébio & Flora (Schiphol, 1972)

Em 8 de Outubro de 1965, Eusébio casou-se com Flora Claudina Bruheim, e tiveram duas filhas: Carla Elisa Bruheim da Silva Ferreira (1968) e Sandra Judite Bruheim da Silva Ferreira (1969).

## Morte

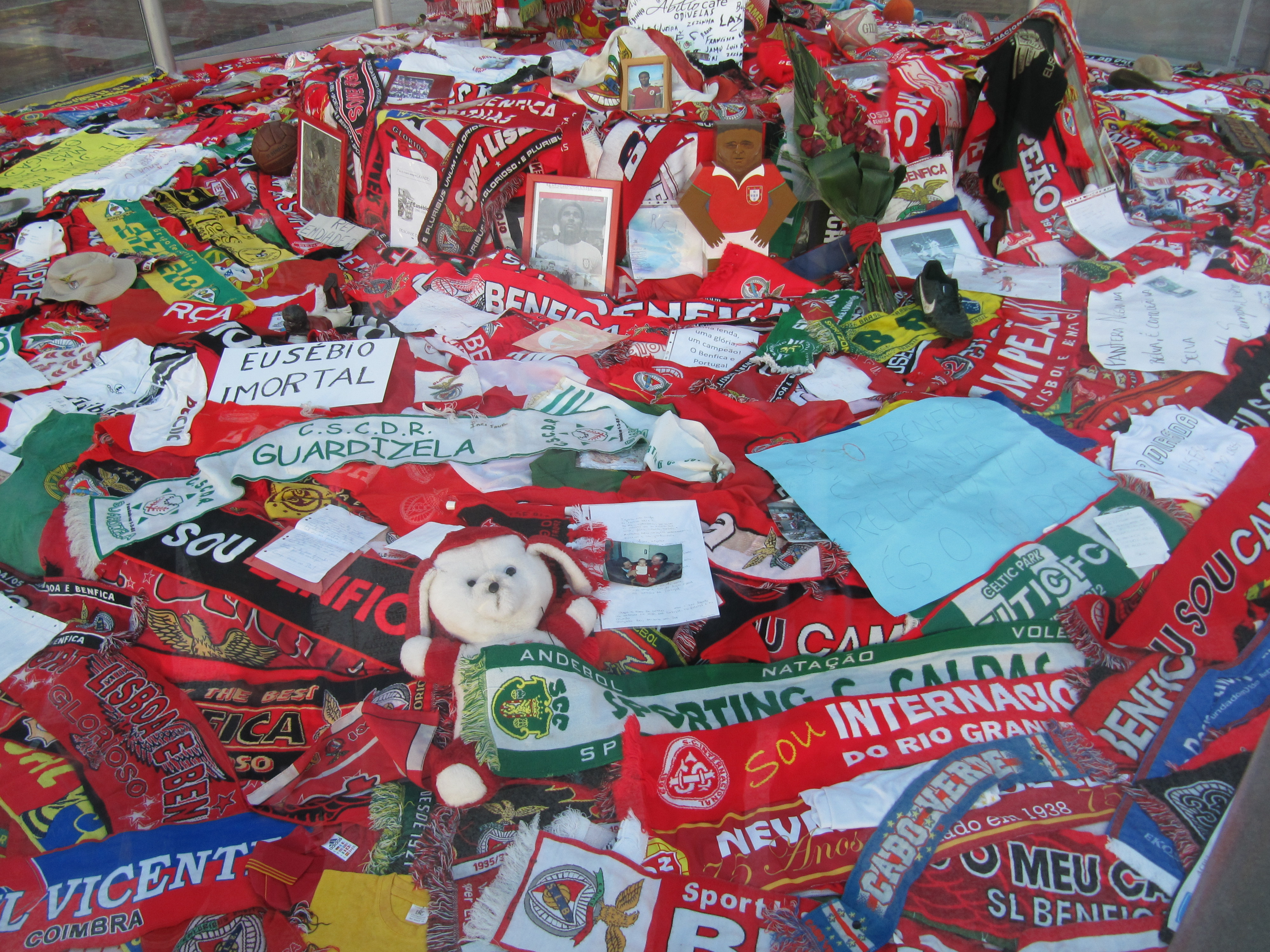
Adeptos de vários clubes prestaram homenagem a Eusébio junto à sua estátua.

Eusébio morreu cerca das 3h30m da madrugada de domingo, 5 de janeiro de 2014, vítima de uma insuficiência cardíaca, a poucos dias de completar 72 anos de idade. Várias foram as celebridades do mundo do futebol, como Luís Figo, Cristiano Ronaldo, José Mourinho, Pelé, Di Stéfano, Maradona, que deixaram mensagens de solidariedade e apoio à família do jogador, ao Benfica e a Portugal pela perda de um dos melhores jogadores de futebol a atuar na história da modalidade.
| “ | Eusébio sempre será o melhor jogador de todos os tempos. | ” |

| “ | Eusébio e Pelé:O ataque dos sonhos! | ” |

| “ | Deixou-nos um grande jogador. Quero agradecer a Eusébio por toda a sua grandeza e pelos belos momentos de futebol que nos proporcionou. | ” |

| “ | Entristecidos por saber da morte da lenda do Benfica, Eusébio. Foi um jogador fantástico e um amigo do clube. | ” |

Em Old Trafford, antes de um jogo do Manchester United para a Taça de Inglaterra, o minuto de silêncio em memória do Pantera Negra foi trocado por um minuto de aplausos de todos os adeptos presentes nas bancadas, com a bandeira portuguesa a meia haste. Também no Estádio Santiago Bernabéu, o antigo jogador português foi homenageado com um minuto de silêncio, antes do jogo do Real Madrid, em que Cristiano Ronaldo dedicou-lhe os dois golos que marcou.
A 5 de Janeiro de 2015, no primeiro aniversário da sua morte, o troço da Segunda Circular junto ao Estádio da Luz, na Freguesia de São Domingos de Benfica, Concelho de Lisboa, foi designado como Avenida Eusébio da Silva Ferreira, na presença da sua família, do Presidente da Câmara Municipal, António Costa, do Presidente da Junta de Freguesia, António Cardoso, e do Presidente do Sport Lisboa e Benfica, Luís Filipe Vieira, e doutros dirigentes do clube, bem como de outras personalidades do desporto e muitos anónimos, tendo a placa sido descerrada pela sua viúva, Flora.
Os restos mortais de Eusébio foram trasladados para o Panteão Nacional de Santa Engrácia a 3 de julho de 2015, sendo que antes disso encontrava-se no Cemitério do Lumiar, em Lisboa.

## Reconhecimento
No dia 23 de maio de 2016, uma moeda com o valor de 7,5 euros com a efígie de Eusébio foi colocada em circulação em Portugal. É uma moeda de coleção em liga de cuproníquel, desenhada por André Carrilho, com 33 mm de diâmetro. Previa-se uma emissão de 100 mil exemplares nesta série.
Uma secção da importante rodovia lisboeta Segunda Circular, a oeste do Estádio da Luz, foi renomeada em 2015 para Avenida Eusébio da Silva Ferreira.

## Estatísticas
| Clube                         | Liga                          | Época                         | Liga     | Liga  | Taça     | Taça  | Europa   | Europa | Outros1  | Outros1 | Total    | Total |
| Clube                         | Liga                          | Época                         | Partidas | Golos | Partidas | Golos | Partidas | Golos  | Partidas | Golos   | Partidas | Golos |
| ----------------------------- | ----------------------------- | ----------------------------- | -------- | ----- | -------- | ----- | -------- | ------ | -------- | ------- | -------- | ----- |
| Sporting de Lourenço Marques  | Moçambola                     | 1957                          | 4        | 9     | –        | –     | –        | –      |          |         | 4        | 9     |
| Sporting de Lourenço Marques  | Moçambola                     | 1958                          | 7        | 11    | –        | –     | –        | –      |          |         | 7        | 11    |
| Sporting de Lourenço Marques  | Moçambola                     | 1959                          | 11       | 21    | –        | –     | –        | –      |          |         | 11       | 21    |
| Sporting de Lourenço Marques  | Moçambola                     | 1960                          | 20       | 36    | –        | –     | –        | –      |          |         | 20       | 36    |
| Sporting de Lourenço Marques  | Moçambola                     | Total                         | 42       | 77    | –        | –     | –        | –      |          |         | 42       | 77    |
| Benfica                       | Primeira Liga                 | 1960–61                       | 1        | 1     | 1        | 1     | 0        | 0      |          |         | 2        | 2     |
| Benfica                       | Primeira Liga                 | 1961–62                       | 17       | 12    | 7        | 11    | 6        | 5      | 1        | 1       | 31       | 29    |
| Benfica                       | Primeira Liga                 | 1962–63                       | 24       | 23    | 6        | 8     | 7        | 6      | 2        | 1       | 39       | 38    |
| Benfica                       | Primeira Liga                 | 1963–64                       | 19       | 28    | 6        | 14    | 3        | 4      |          |         | 28       | 46    |
| Benfica                       | Primeira Liga                 | 1964–65                       | 20       | 28    | 7        | 11    | 9        | 9      |          |         | 36       | 48    |
| Benfica                       | Primeira Liga                 | 1965–66                       | 23       | 25    | 2        | 5     | 5        | 7      |          |         | 30       | 37    |
| Benfica                       | Primeira Liga                 | 1966–67                       | 26       | 31    | 3        | 7     | 4        | 4      |          |         | 33       | 42    |
| Benfica                       | Primeira Liga                 | 1967–68                       | 24       | 42    | 2        | 2     | 9        | 6      |          |         | 35       | 50    |
| Benfica                       | Primeira Liga                 | 1968–69                       | 21       | 10    | 9        | 18    | 5        | 1      |          |         | 35       | 29    |
| Benfica                       | Primeira Liga                 | 1969–70                       | 22       | 20    | 2        | 1     | 4        | 4      |          |         | 28       | 25    |
| Benfica                       | Primeira Liga                 | 1970–71                       | 22       | 19    | 7        | 9     | 3        | 7      |          |         | 32       | 35    |
| Benfica                       | Primeira Liga                 | 1971–72                       | 24       | 18    | 5        | 8     | 8        | 1      |          |         | 37       | 27    |
| Benfica                       | Primeira Liga                 | 1972–73                       | 28       | 40    | 1        | 0     | 4        | 2      |          |         | 33       | 42    |
| Benfica                       | Primeira Liga                 | 1973–74                       | 21       | 16    | 3        | 2     | 4        | 1      |          |         | 28       | 19    |
| Benfica                       | Primeira Liga                 | 1974–75                       | 9        | 2     | 0        | 0     | 4        | 0      |          |         | 13       | 2     |
| Benfica                       | Primeira Liga                 | Total                         | 301      | 315   | 61       | 97    | 75       | 57     | 3        | 2       | 440      | 471   |
| Boston Minutemen              | NASL                          | 1975                          | 7        | 2     | –        | –     | –        | –      | –        | –       | 7        | 2     |
| Monterrey                     | Primera División              | 1975–76                       | 10       | 1     | –        | –     | –        | –      | –        | –       | 10       | 1     |
| Toronto Metros-Croatia        | NASL                          | 1976                          | 25       | 18    | –        | –     | –        | –      | –        | –       | 25       | 18    |
| Beira-Mar                     | Primeira Liga                 | 1976–77                       | 12       | 3     | –        | –     | –        | –      | –        | –       | 12       | 3     |
| Las Vegas Quicksilver         | NASL                          | 1977                          | 17       | 2     | –        | –     | –        | –      | –        | –       | 17       | 2     |
| União de Tomar                | Segunda Divisão               | 1977–78                       | 12       | 3     | –        | –     | –        | –      | –        | –       | 12       | 3     |
| New Jersey Americans          | American Soccer League        | 1978                          | 4        | 5     | –        | –     | –        | –      | –        | –       | 4        | 5     |
| New Jersey Americans          | American Soccer League        | 1979                          | 0        | 0     | –        | –     | –        | –      | –        | –       | 0        | 0     |
| Buffalo Stallions (indoor)    | Major Indoor Soccer League    | 1979–80                       | 5        | 1     | –        | –     | –        | –      | –        | –       | 5        | 1     |
| Total da carreira (1957–1979) | Total da carreira (1957–1979) | Total da carreira (1957–1979) | 436      | 423   | 61       | 97    | 75       | 57     | 3        | 2       | 575      | 578   |

¹Inclui outras competições, como a Taça Intercontinental e a Taça Ribeiro dos Reis.

### Seleção Portuguesa

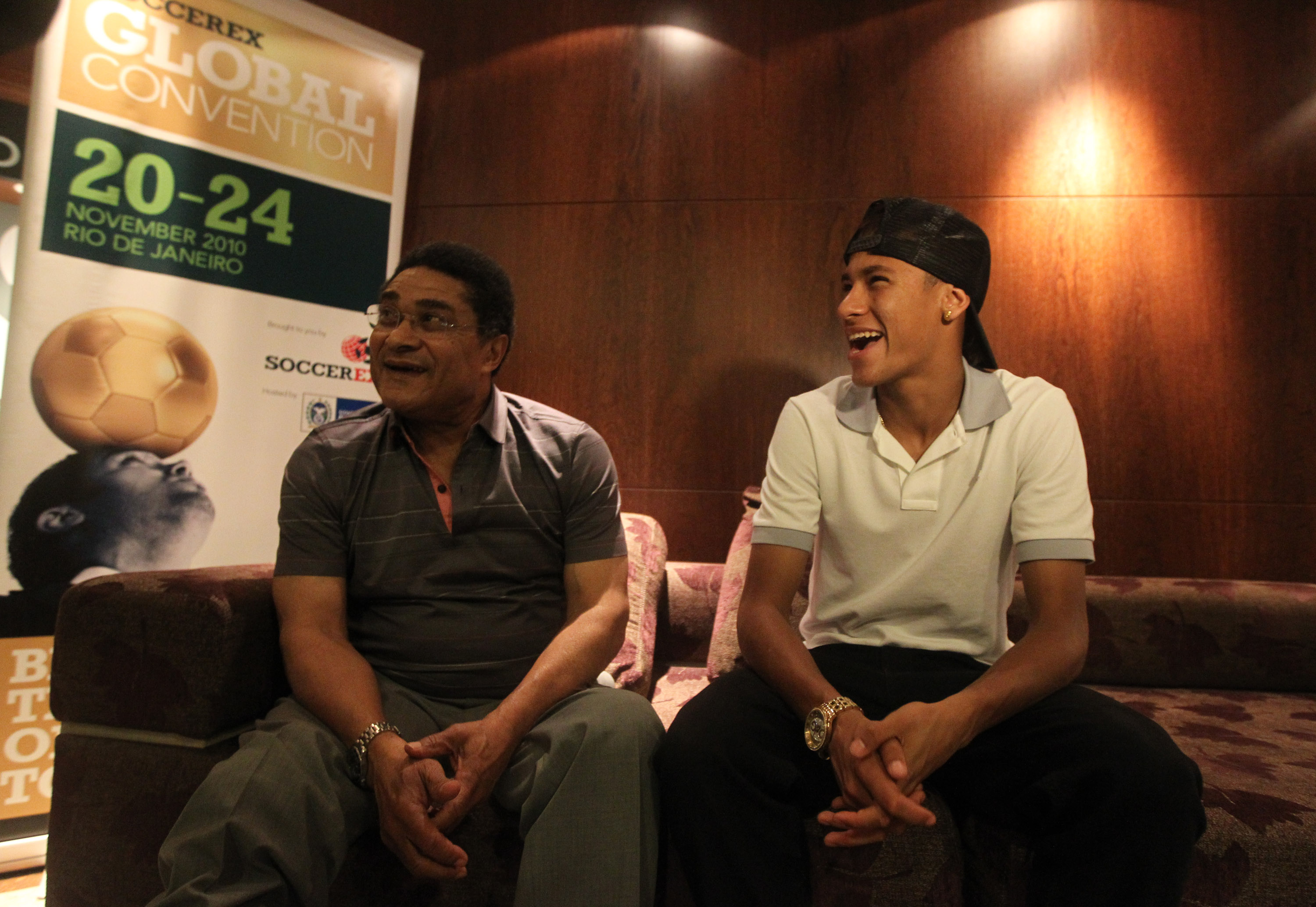
Eusébio com Neymar, em 2010

| Ano   | Partidas | Golos |
| ----- | -------- | ----- |
| 1961  | 2        | 1     |
| 1962  | 5        | 2     |
| 1963  | 1        | 0     |
| 1964  | 6        | 4     |
| 1965  | 7        | 7     |
| 1966  | 12       | 12    |
| 1967  | 6        | 3     |
| 1968  | 2        | 1     |
| 1969  | 4        | 2     |
| 1970  | 1        | 0     |
| 1971  | 5        | 2     |
| 1972  | 9        | 4     |
| 1973  | 4        | 3     |
| Total | 64       | 41    |

### Eusébio: partidas internacionais
| Partidas | Data                    | Competição                                   | Local                        | Portugal | Resultado | Adversário       | Golos  |
| -------- | ----------------------- | -------------------------------------------- | ---------------------------- | -------- | --------- | ---------------- | ------ |
| 1        | 8 de outubro de 1961    | Eliminatórias do Campeonato do Mundo de 1962 | Luxemburgo (Luxemburgo)      | Portugal | 2 – 4     | Luxemburgo       | 1 (1)  |
| 2        | 25 de outubro de 1961   | Eliminatórias do Campeonato do Mundo de 1962 | Londres (Inglaterra)         | Portugal | 0 – 2     | Inglaterra       |        |
| 3        | 6 de maio de 1962       | Amigável                                     | São Paulo (Brasil)           | Portugal | 1 – 2     | Brasil           |        |
| 4        | 9 de maio de 1962       | Amigável                                     | Rio de Janeiro (Brasil)      | Portugal | 0 – 1     | Brasil           |        |
| 5        | 17 de maio de 1962      | Amigável                                     | Lisboa (Portugal)            | Portugal | 5 – 2     | Bélgica          | 1 (2)  |
| 6        | 7 de novembro de 1962   | Eliminatórias do Campeonato Europeu de 1964  | Sófia (Bulgária)             | Portugal | 5 – 3     | Bulgária         | 1 (3)  |
| 7        | 16 de dezembro de 1962  | Eliminatórias do Campeonato Europeu de 1964  | Sófia (Bulgária)             | Portugal | 3 – 1     | Bulgária         |        |
| 8        | 21 de abril de 1963     | Amigável                                     | Lisboa (Portugal)            | Portugal | 1 – 0     | Brasil           |        |
| 9        | 21 de abril de 1964     | Amigável                                     | Zurique (Suíça)              | Portugal | 3 – 2     | Suíça            |        |
| 10       | 3 de maio de 1964       | Amigável                                     | Bruxelas (Bélgica)           | Portugal | 2 – 1     | Bélgica          | 1 (4)  |
| 11       | 17 de maio de 1964      | Amigável                                     | Lisboa (Portugal)            | Portugal | 3 – 4     | Inglaterra       | 1 (5)  |
| 12       | 31 de maio de 1964      | Taça das Nações                              | Rio de Janeiro (Brasil)      | Portugal | 0 – 2     | Argentina        |        |
| 13       | 4 de junho de 1964      | Taça das Nações                              | São Paulo (Brasil)           | Portugal | 1 – 1     | Inglaterra       |        |
| 14       | 15 de novembro de 1964  | Amigável                                     | Porto (Portugal)             | Portugal | 2 – 1     | Espanha          | 2 (7)  |
| 15       | 24 de janeiro de 1965   | Eliminatórias do Campeonato do Mundo de 1966 | Lisboa (Portugal)            | Portugal | 5 – 1     | Turquia          | 3 (10) |
| 16       | 19 de abril de 1965     | Eliminatórias do Campeonato do Mundo de 1966 | Ankara (Turquia)             | Portugal | 1 – 0     | Turquia          | 1 (11) |
| 17       | 19 de abril de 1965     | Eliminatórias do Campeonato do Mundo de 1966 | Bratislava (Tchecoslováquia) | Portugal | 1 – 0     | Checoslováquia   | 1 (12) |
| 18       | 13 de junho de 1965     | Eliminatórias do Campeonato do Mundo de 1966 | Lisboa (Portugal)            | Portugal | 2 – 1     | Romênia          | 2 (14) |
| 19       | 24 de junho de 1965     | Amigável                                     | Porto (Portugal)             | Portugal | 0 – 0     | Brasil           |        |
| 20       | 31 de outubro de 1965   | Eliminatórias do Campeonato do Mundo de 1966 | Porto (Portugal)             | Portugal | 0 – 0     | Checoslováquia   |        |
| 21       | 21 de novembro de 1965  | Eliminatórias do Campeonato do Mundo de 1966 | Bucareste (Roménia)          | Portugal | 5–3       | Romênia          |        |
| 22       | 12 de junho de 1966     | Amigável                                     | Lisboa (Portugal)            | Portugal | 4 – 0     | Noruega          | 2 (16) |
| 23       | 18 de junho de 1966     | Amigável                                     | Glasgow (Escócia)            | Portugal | 1 – 0     | Escócia          |        |
| 24       | 21 de junho de 1966     | Amigável                                     | Esbjerg (Dinamarca)          | Portugal | 3 – 1     | Dinamarca        | 1 (17) |
| 25       | 26 de junho de 1966     | Amigável                                     | Lisboa (Portugal)            | Portugal | 3 – 0     | Uruguai          |        |
| 26       | 3 de julho de 1966      | Amigável                                     | Lisboa (Portugal)            | Portugal | 1 – 0     | Romênia          |        |
| 27       | 13 de julho de 1966     | Campeonato do Mundo de 1966                  | Manchester (Inglaterra)      | Portugal | 3 – 1     | Hungria          |        |
| 28       | 16 de julho de 1966     | Campeonato do Mundo de 1966                  | Manchester (Inglaterra)      | Portugal | 3 – 0     | Bulgária         | 1 (18) |
| 29       | 19 de julho de 1966     | Campeonato do Mundo de 1966                  | Liverpool (Inglaterra)       | Portugal | 3 – 1     | Brasil           | 2 (20) |
| 30       | 23 de julho de 1966     | Campeonato do Mundo de 1966                  | Liverpool (Inglaterra)       | Portugal | 5 – 3     | Coreia do Norte  | 4 (24) |
| 31       | 26 de julho de 1966     | Campeonato do Mundo de 1966                  | Londres (Inglaterra)         | Portugal | 1 – 2     | Inglaterra       | 1 (25) |
| 32       | 28 de julho de 1966     | Campeonato do Mundo de 1966                  | Londres (Inglaterra)         | Portugal | 2 – 1     | União Soviética  | 1 (26) |
| 33       | 13 de novembro de 1966  | Eliminatórias do Campeonato Europeu de 1966  | Lisboa (Portugal)            | Portugal | 1 – 2     | Suécia           |        |
| 34       | 27 de março de 1967     | Amigável                                     | Roma (Itália)                | Portugal | 1 – 1     | Itália           | 1 (27) |
| 35       | 1 de junho de 1967      | Eliminatórias do Campeonato Europeu de 1968  | Lisboa (Portugal)            | Portugal | 1 – 1     | Suécia           |        |
| 36       | 8 de junho de 1967      | Eliminatórias do Campeonato Europeu de 1968  | Oslo (Noruega)               | Portugal | 2 – 1     | Noruega          | 2 (29) |
| 37       | 12 de novembro de 1967  | Eliminatórias do Campeonato Europeu de 1968  | Porto (Portugal)             | Portugal | 2 – 1     | Noruega          |        |
| 38       | 26 de novembro de 1967  | Eliminatórias do Campeonato Europeu de 1968  | Sófia (Bulgária)             | Portugal | 0 – 1     | Bulgária         |        |
| 39       | 17 de dezembro de 1967  | Eliminatórias do Campeonato Europeu de 1968  | Lisboa (Portugal)            | Portugal | 0 – 0     | Bulgária         |        |
| 40       | 27 de outubro de 1968   | Eliminatórias do Campeonato Europeu de 1970  | Lisboa (Portugal)            | Portugal | 3 – 0     | Romênia          |        |
| 41       | 11 de dezembro de 1968  | Eliminatórias do Campeonato Europeu de 1970  | Lisboa (Portugal)            | Portugal | 2 – 1     | Grécia           | 1 (30) |
| 42       | 16 de abril de 1969     | Eliminatórias do Campeonato Europeu de 1970  | Lisboa (Portugal)            | Portugal | 0 – 2     | Suíça            |        |
| 43       | 4 de maio de 1969       | Eliminatórias do Campeonato Europeu de 1970  | Porto (Portugal)             | Portugal | 2 – 2     | Grécia           | 1 (31) |
| 44       | 12 de outubro de 1969   | Eliminatórias do Campeonato Europeu de 1970  | Porto (Portugal)             | Portugal | 0 – 1     | Romênia          |        |
| 45       | 2 de novembro de 1969   | Eliminatórias do Campeonato Europeu de 1970  | Berna (Suíça)                | Portugal | 1 – 1     | Suíça            | 1 (32) |
| 46       | 14 de outubro de 1970   | Eliminatórias do Campeonato Europeu de 1972  | Copenhaga (Dinamarca)        | Portugal | 1 – 0     | Dinamarca        |        |
| 47       | 17 de fevereiro de 1971 | Eliminatórias do Campeonato Europeu de 1972  | Bruxelas (Bélgica)           | Portugal | 0 – 3     | Bélgica          |        |
| 48       | 21 de abril de 1971     | Eliminatórias do Campeonato Europeu de 1972  | Lisboa (Portugal)            | Portugal | 2 – 0     | Escócia          | 1 (33) |
| 49       | 12 de maio de 1971      | Eliminatórias do Campeonato Europeu de 1972  | Porto (Portugal)             | Portugal | 5 – 0     | Dinamarca        | 1 (34) |
| 50       | 13 de outubro de 1971   | Eliminatórias do Campeonato Europeu de 1972  | Glasgow (Escócia)            | Portugal | 1 – 2     | Escócia          |        |
| 51       | 21 de novembro de 1971  | Eliminatórias do Campeonato Europeu de 1972  | Lisboa (Portugal)            | Portugal | 1 – 1     | Bélgica          |        |
| 52       | 29 de março de 1972     | Eliminatórias do Campeonato do Mundo de 1974 | Lisboa (Portugal)            | Portugal | 4 – 0     | Chipre           |        |
| 53       | 11 de junho de 1972     | Taça de Independência do Brasil              | Natal (Brasil)               | Portugal | 3 – 0     | Equador          | 1 (35) |
| 54       | 14 de junho de 1972     | Taça de Independência do Brasil              | Recife (Brasil)              | Portugal | 3 – 0     | Irã              | 1 (36) |
| 55       | 18 de junho de 1972     | Taça de Independência do Brasil              | Recife (Brasil)              | Portugal | 4 – 1     | Chile            | 1 (37) |
| 56       | 25 de junho de 1972     | Taça de Independência do Brasil              | Recife (Brasil)              | Portugal | 2 – 1     | Irlanda          |        |
| 57       | 29 de junho de 1972     | Taça de Independência do Brasil              | Rio de Janeiro (Brasil)      | Portugal | 3 – 1     | Argentina        | 1 (38) |
| 58       | 2 de julho de 1972      | Taça de Independência do Brasil              | São Paulo (Brasil)           | Portugal | 1 – 1     | Uruguai          |        |
| 59       | 6 de julho de 1972      | Taça de Independência do Brasil              | Belo Horizonte (Brasil)      | Portugal | 1 – 0     | União Soviética  |        |
| 60       | 9 de julho de 1972      | Taça de Independência do Brasil              | Rio de Janeiro (Brasil)      | Portugal | 0 – 1     | Brasil           |        |
| 61       | 3 de março de 1973      | Amigável                                     | Paris (França)               | Portugal | 2 – 1     | França           | 2 (40) |
| 62       | 28 de março de 1973     | Eliminatórias do Campeonato do Mundo de 1974 | Coventry (Inglaterra)        | Portugal | 1 – 1     | Irlanda do Norte | 1 (41) |
| 63       | 2 de maio de 1973       | Eliminatórias do Campeonato do Mundo de 1974 | Sófia (Bulgária)             | Portugal | 1 – 2     | Bulgária         |        |
| 64       | 13 de outubro de 1973   | Eliminatórias do Campeonato do Mundo de 1974 | Lisboa (Portugal)            | Portugal | 2 – 2     | Bulgária         |        |

## Honras
Sporting Lourenço Marques
- Campeonato Provincial de Moçambique: 1960
- Campeonato Distrital de Lourenço Marques: 1960

Benfica
- Campeonato Português: 1960–61, 1962–63, 1963–64, 1964–65, 1966–67, 1967–68, 1968–69, 1970–71, 1971–72, 1972–73 e 1974–75
- Taça dos Campeões Europeus: 1961–62
- Taça de Portugal: 1961–62, 1963–64, 1968–69, 1969–70 e 1971–72
- Taça Ribeiro dos Reis: 1963–64, 1965–66 e 1970–71
- Taça de Honra: 1962–63, 1964–65, 1966–67, 1967–68, 1968–69, 1971–72, 1972–73, 1973–74 e 1974–75

Toronto Metros-Croatia
- NASL: 1976

### Prémios individuais
- Bola de Ouro: 1965
- Bota de Ouro: 1968 e 1973
- Bola de Prata: 1964, 1965, 1966, 1967, 1968, 1970 e 1973
- Maior marcador da Taça dos Clubes Campeões Europeus: 1965, 1966 e 1968
- Bota de Ouro do Campeonato do Mundo: 1966
- Bola de Bronze do Campeonato do Mundo: 1966
- All-Star Team do Campeonato do Mundo: 1966
- Futebolista Português do Ano: 1970 e 1973
- BBC Overseas Sports Personality of the Year: 1966

### Prémios especiais
- Medalha de Prata da Ordem do Infante D. Henrique (19 de dezembro de 1966)
- Grã-Cruz da Ordem do Infante D. Henrique (21 de janeiro de 1992)
- Grã-Cruz da Ordem do Mérito (5 de julho de 2004)
- Prémio de carreira Bola de Ouro Portuguesa
- Salão Internacional de Futebol dos Campeões da FIFA
- PFA Merit Awards
- FIFA 100
- UEFA Jubilee Awards
- Prémio de Presidente da UEFA
- Top-100 dos Campeonatos do Mundo da France Football
- Planète Foot 50 Meilleurs Joueurs du Monde
- Voetbal International Wereldsterren
- 50 Grandi del Secolo da Guerin Sportivo
- World Soccer's Selection of the 100 Greatest Footballers of All Time
- 100 Craques do Século da Placar
- Venerdi de 100 Magnifici
- Top-10 dos melhores jogadores do mundo da IFFHS
- Os Melhores dos Melhores — Jogadores do século: Top 10
- 9.º melhor jogador de futebol do século XX da IFFHS[carece de fontes?]
- 50 melhores jogadores de todos os tempos do Planète Foot[3]
- 8.º lugar da lista "Os melhores do século XX" elaborada pela revista Placar[4]
- 10.º melhor jogador de futebol do século XX numa pesquisa realizada pela revista World Soccer[3]